# 施蒂里亚军械库

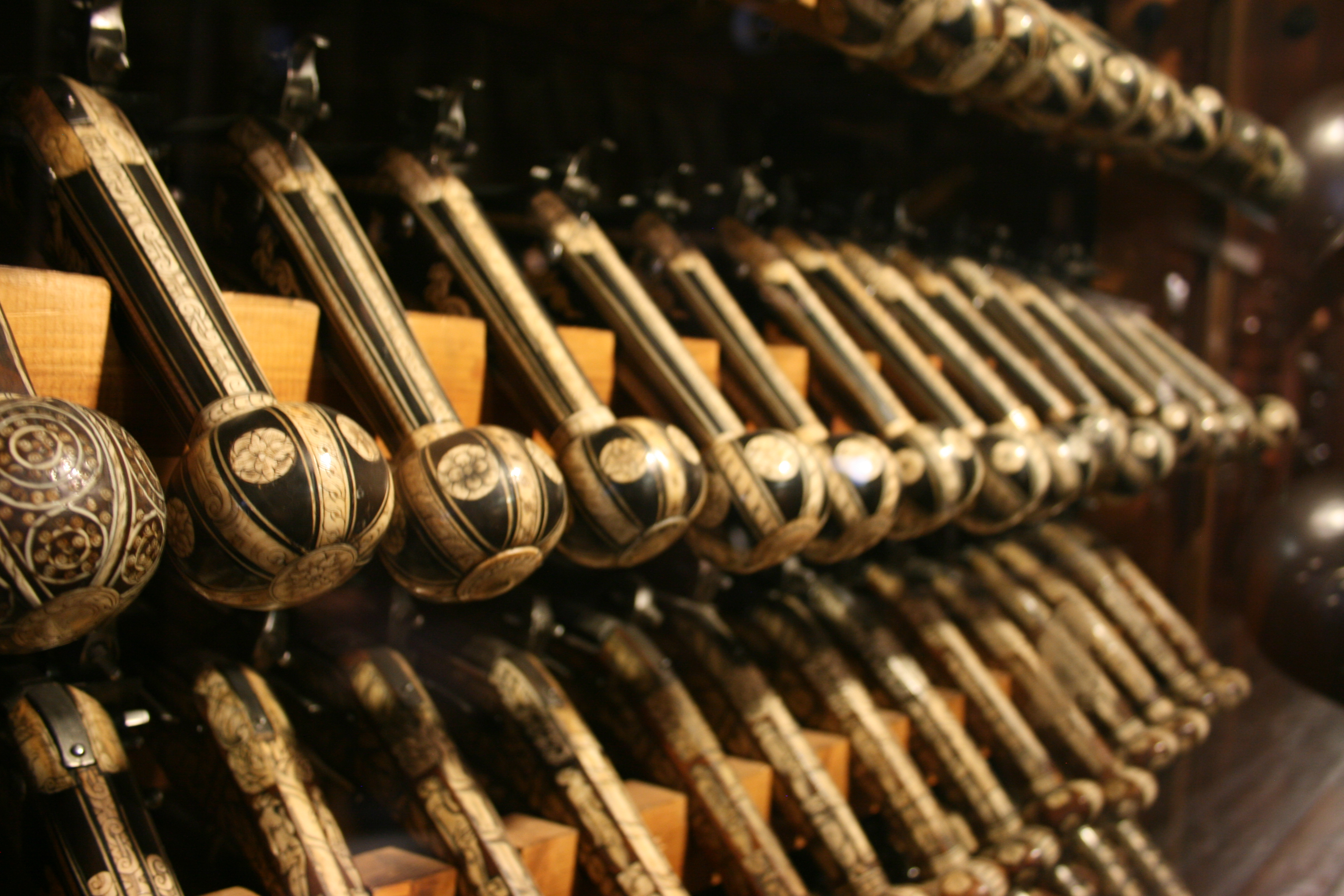
decorated pistols

施蒂里亚军械库 (德語：Landeszeughaus)位于奥地利格拉茨老城中心主广场附近的绅士街16号，是世界上最大的历史性的兵工厂，拥有大约32.000 件武器盔甲，吸引来自世界各地的游客。

## 历史
在15-18世纪，施蒂里亚作为与奥斯曼帝国冲突以及匈牙利叛乱的前线。施蒂里亚军械库用于存储大量的装甲和武器，由蒂罗尔建筑师Antonio Solar建于1642 - 1645年。
第二次世界大战期间，全部藏品曾被转移到施蒂里亚偏僻地区的三座城堡，完好无损。

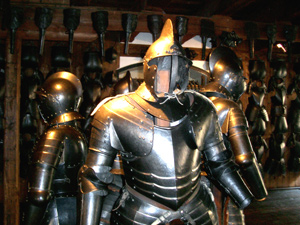

军械库全年每周开放六天，周二关闭。